# Biohuerto Ayllu 21
El Biohuerto Ayllu 21, también conocido como Huerto Ayllu 21, es un proyecto comunitario de huerto urbano ubicado en el Sector 2, Grupo 21 de Villa El Salvador, Lima, Perú. Iniciado en 2018, este proyecto cuenta con una extensión de 1400 m2 y tiene como objetivo principal transformar un área abandonada en un espacio verde y productivo para beneficio de la comunidad local.

## Localización
El Biohuerto Ayllu 21 se ubica en el parque central del Sector 2, Grupo 21 en el distrito de Villa El Salvador, Lima, Perú.

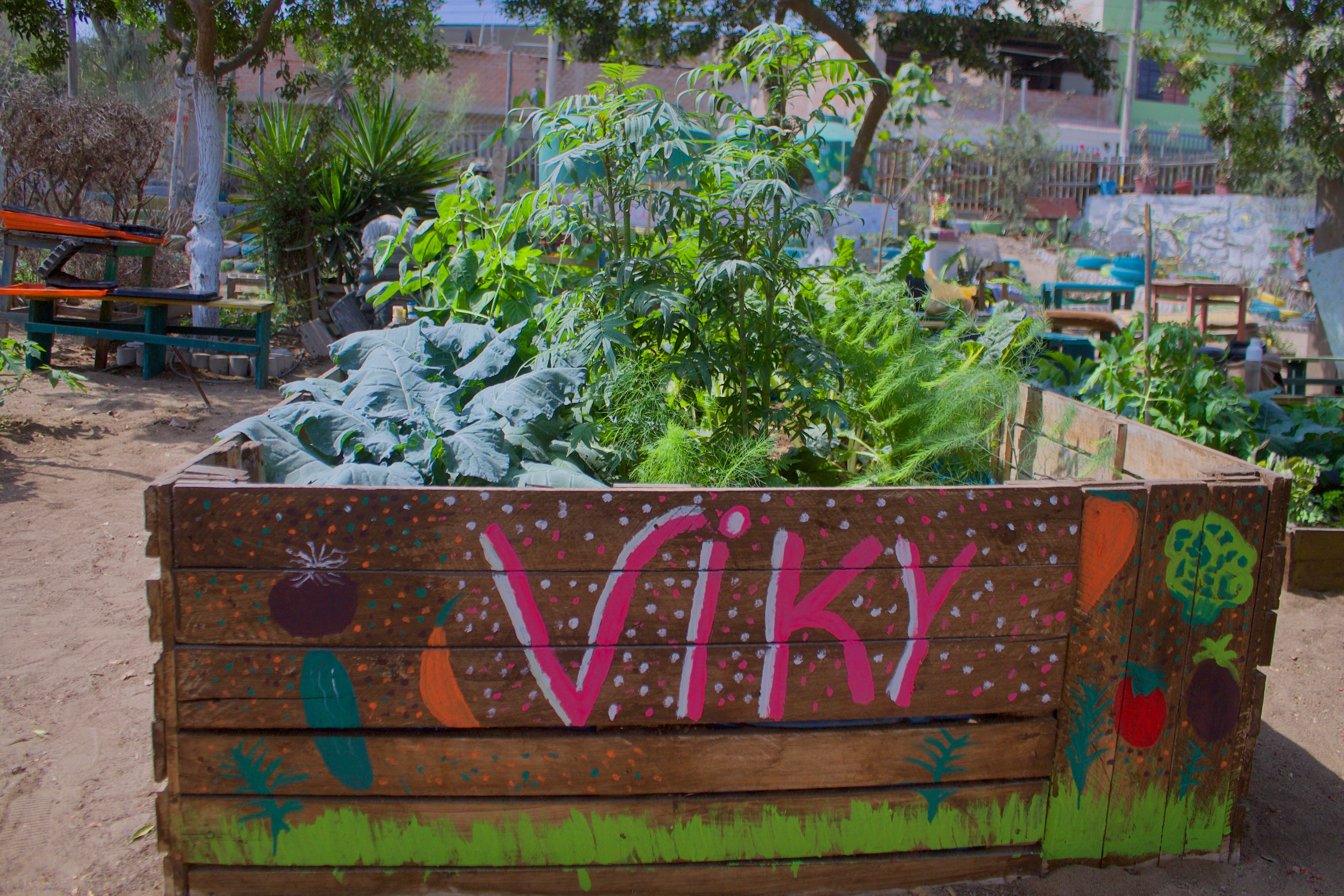
Parcela "Vicky" en el Biohuerto Ayllu 21

## Historia
Este proyecto fue concebido en 2018 por un grupo de vecinos y vecinas, en su mayoría mujeres adultas mayores, del Sector 2, Grupo 21 de Villa El Salvador. Los miembros de Ayllu 21 son vecinos y vecinas de este grupo residencial que decidieron instalar su propio huerto en un espacio público.
Este grupo se unió con la intención de revitalizar un área previamente abandonada y convertirla en un lugar que fomente la agricultura urbana y promueva la seguridad alimentaria en la zona. Esta iniciativa fue promovida por REDAVES (Asociación de Redes Ambientales de Villa El Salvador) teniendo como presidenta a Victoria Arce, vecina del distrito. 

## Organización y gestión
La gestión del Biohuerto Ayllu 21 está a cargo de los propios vecinos del Grupo 21, con el apoyo de INGEC, REDAVES y otras organizaciones colaboradoras. 